# 单端初级电感转换器

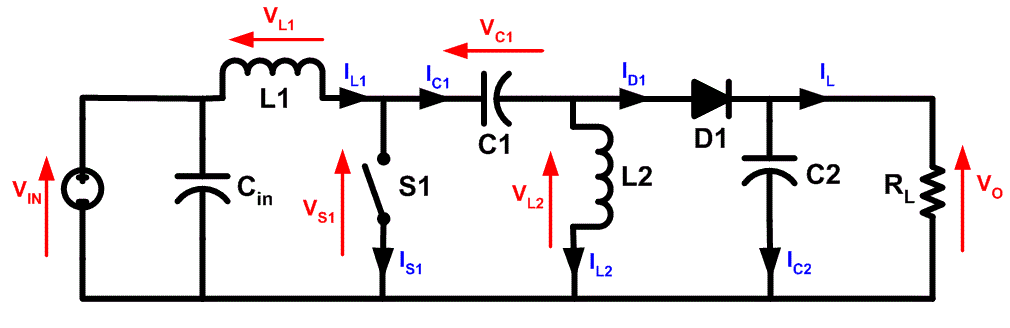
单端初级电感转换器示意图。

单端初级电感转换器( Single-ended primary-inductor converter，簡稱SEPIC ) 是一种直流-直流轉換器，单端初级电感转换器输出端的电势（电压）可以大于、小于或等于其输入端的电势。单端初级电感转换器的输出由控制开关 (S1) 的占空比控制。